# Ilyas Bekbulatov
Ilyas Idrisovich Bekbulatov (en russe : Ильяс Идрисович Бекбулатов; né le 12 août 1990 au Daghestan), né le 12 août 1990 est un lutteur libre russe. C'est un Koumyk qui a été le premier à battre Brent Metcalf. Son surnom est Erkek.

## Palmarès

### Championnats d'Europe
- Médaille d'or en catégorie des moins de 65 kg en 2017 à Novi Sad (Serbie)
- Médaille d'argent en catégorie des moins de 65 kg en 2018 à Kaspiisk (Russie)
- Médaille de bronze en catégorie des moins de 66 kg en 2013 à Tbilissi (Géorgie)

### Jeux européens
- Médaille de bronze en catégorie des moins de 65 kg en 2015 à Bakou (Azerbaïdjan)